# الإطار الأوروبي المرجعي العام للغات

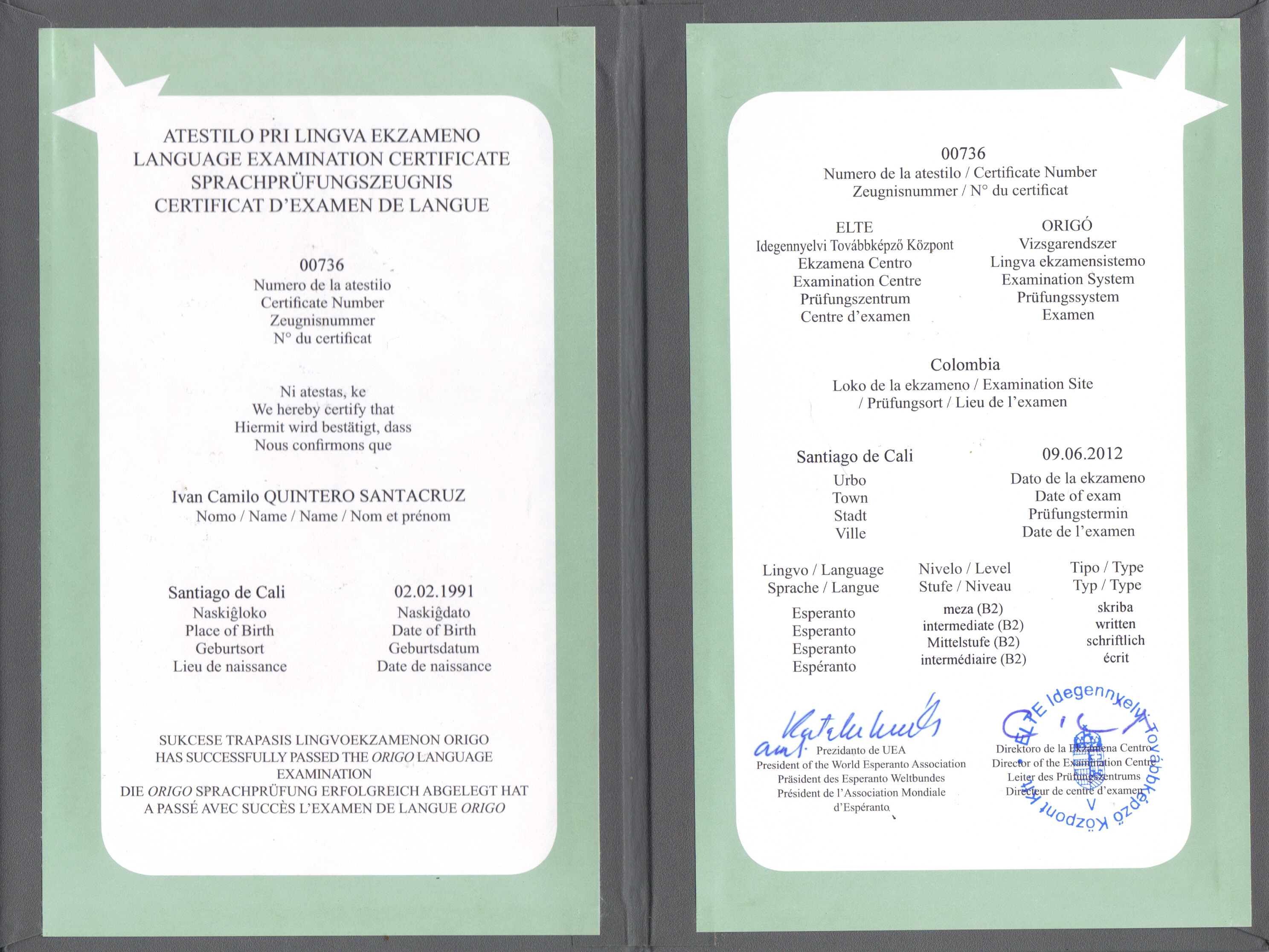

الإطارُ المَرْجِعِيُّ الأُورُبِّيُّ المُشْتَرَكُ لِلُّغاتِ: التعلم، التدريس، التقييم 
(بالإنجليزية: Common European Framework of Reference for Languages (اختصاراً CEFR)، أو (CEF)، بالفرنسية: Cadre européen commun de référence pour les langues (اختصاراً CECRL) دليل إرشادي يستخدم في توصيف إنجازات دارسي اللغات الأجنبية في جميع أنحاء أوروبا، وبشكلٍ متزايدٍ في بلدانٍ أخرى (على سبيل المثال كولومبيا والفليبين). تأسس الإطار الأوروبي المرجعي المشترك من قبل مجلس أوروبا بوصفه جزءاً رئيساً من مشروع «تعلم اللغات من أجل المواطنة الأوروبية» بين عامي 1986 و1989، وغايته الرئيسة توفير وسيلةٍ موحّدةٍ للتعلم والتدريس والتقييم تنطبق على جميع اللغات في أوروبا، كما يهدف الإطار أيضاً إلى تيسير قيام المؤسسات التعليمية وأرباب العمل بتقييم المؤهلات اللغوية للمرشحين للقبول التعليمي أو للتوظيف، وقد أوصى مجلس الاتحاد الأوروبي في نوفمبر 2001 باستخدامه لإقامة نظمٍ للتحقق من المقدرة اللغوية، وقد أضحتِ السويّات المرجعية الستة A1، A2، B1، B2، C1، C2 (انظر أدناه) مقبولةً على نطاقٍ واسعٍ كمعيارٍ أوروبيٍّ لتدرّجِ الكفاءة اللغوية للفرد.

## تطوير
وجدت ندوة حكومية دولية عام 1991 بعنوان "الشفافية والتماسك في تعلم اللغة في أوروبا: الأهداف والتقييم والاعتماد" عقدتها السلطات الاتحادية السويسرية في بلدة روشليكون السويسرية أن ثمة حاجة إلى إطار أوروبي مشترك للغات لتحسين الاعتراف بالمؤهلات اللغوية ومساعدة المعلمين على التعاون. وجرى اتّباع مشروعٍ لتطوير التصنيفات على مستوى اللغة حتى يمكن الاعتراف بالشهادة في جميع أنحاء أوروبا.
ونتيجةً للندوة أقامت «مؤسسة العلوم الوطنية السويسرية» مشروعاً لتطوير سويّات الكفاءة اللغوية ليقودَ إلى إنشاء "المحفظة الأوروبية للغة"، وهي شهادة في الكفاءة اللغوية يمكن استخدامها في جميع أنحاء أوروبا.
نُشرت نسخة أولية من دليل ربط اختبارات اللغة بالإطار الأوروبي المرجعي المشترك للغات (CEFR) في عام 2003. وقد جُرِّبت مسودة النسخة هذه في عددٍ من المشاريع، وتضمنت ربط اختبارٍ واحدٍ بالإطار المرجعي الأوروبي المشترك للغات، وربط مجموعات الامتحانات على مختلف المستويات والدراسات الوطنية من قبل مجالس الامتحانات ومعاهد البحوث. تبادل الممارسون والأكاديميون تجاربهم في ندوةٍ عقدت في كامبريدج في العام 2007، ونُشرت دراسات الحالة التجريبية والنتائج في دراساتٍ في اختبار اللغة (SiLT). ثم استرشدتِ النتائج التي وصلت إليها المشاريع التجريبية بمشروع مراجعة الدليل بين العامين 2008 و2009.

## الخلفية النظرية
يقسم الإطار الأوروبي المشترك للغات (CEFR) المقدرات العامة في المعرفة والمهارات والكفاءة الوجودية مع مقدراتٍ تواصليةٍ معينةٍ إلى الكفاءة اللغوية
والكفاءة اللغوية الاجتماعية والكفاءة العملية. ولا يتطابق هذا التقسيم تماماً مع المفاهيم المعروفة مسبقاً عن المقدرة التواصلية، ولكن يمكن المُواءمةِ فيما بينها.
يتضمن الإطار الأوروبي المرجعي الموحد ثلاثةَ أبعادٍ رئيسةٍ: الأنشطة اللغوية، والمجالات التي تحدث فيها الأنشطة اللغوية، والكفاءات التي يعتمد عليها المرء عندما ينخرط في الأنشطة اللغوية.

### الأنشطة اللغوية
يميز الإطار الأوروبي المشترك للغات (CEFR) أربعة أنواعٍ من الأنشطة اللغوية: الاستقبال (الاستماع والقراءة)، والإنتاج (المنطوق والمكتوب)، والتفاعل (المنطوق والمكتوب)، والوساطة (الترجمة التحريرية والشفهية).

### المجالات
تتطور الكفاءات التواصلية العامة والخاصة من خلال إنتاج أو تلقي النصوص في سياقات مختلفة في ظل ظروفٍ وقيودٍ مختلفةٍ، وتتوافق هذه السياقات مع قطاعات مختلفة من الحياة الاجتماعية وهي ما يطلق عليها الإطار الأوروبي المرجعي المشترك المجالات. يميز بين أربعة مجالات واسعة: التعليمية والمهنية والعامة والشخصية، وهذه تتوافق توافقاً واسعاً مع التسجيل.

### الكفاءات
يمكن لمستخدم اللغة تطوير درجاتٍ مختلفةٍ من الكفاءة في كل من هذه المجالات، ومساعدةً في وصفها قدم الإطار الأوروبي المرجعي الموحد للغات مجموعةً من ستة سويّاتٍ مرجعيةٍ مشتركةٍ (A1، A2، B1، B2، C1، C2).

## المستويات المرجعية المشتركة
يقسم الإطار الأوروبي المشترك المتعلمين إلى ثلاثة مستوياتٍ عريضةٍ، والتي بدورها يمكن تقسيم كل منها إلى قسمين رئيسين (بمجموع ستة أقسامٍ إجمالاً):
| مجموعة المستوى | السوية                       | الوصف |
| -------------- | ---------------------------- | --- |
| A: متحدث أوّلِيّ  | A1: مبتدئ أو في مستوى الدُخُول | - يستطيع فهم واستخدام التعبيرات اليومية المألوفة والعبارات الأساسية جداً التي تهدف إلى تلبية احتياجاتٍ محددةٍ. - يستطيع تقديم نفسه للآخرين ويمكنه طرح أسئلة حول التفاصيل الشخصية والإجابة عنها، مثل المكان الذي يعيش فيه الناس، والأشخاص الذين يعرفهم، والأشياء التي يمتلكونها. - يمكنه التفاعل بطريقة بسيطة بشرط أن يتحدث الشخص الآخر ببطءٍ ووضوحٍ ويكون مستعداً للمساعدة.                                                      |
| A: متحدث أوّلِيّ  | A2: أساسي أو على الطريق      | - يمكنه فهم الجمل والتعابير المستخدمة استخداماً متكرراً والمتعلقة بالمجالات ذات الأهمية الفورية (مثلاً المعلومات الشخصية والعائلية الأساسية، والتسوق، والجغرافيا المحلية، والتوظيف). - يمكنه التواصل في المهام البسيطة والتكرارية (الروتينية) والتي تتطلب تبادلاً بسيطاً ومباشراً للمعلومات بشأن المسائل المألوفة والمتكررة. - يمكنه بعباراتٍ بسيطةٍ وصفُ جوانبَ من خلفيته وبيئته المباشرة، والأمور المتعلقة بمجالات الحاجة الفورية. |
| B: متحدث مستقل | B1: مُتوسط أو تخطى العتبة     | - يمكنه فهم النقط الرئيسة للمدخلات النموذجية الواضحة بشأن الأمور المألوفة التي نواجهها بانتظام في العمل والمدرسة والترفيه وما إلى ذلك. - يمكنه التعامل مع معظم المواقف التي من المحتمل أن تنشأ أثناء السفر في منطقةٍ تتحدث اللغة. - يمكنه كتابة نصٍّ بسيطٍ مترابطٍ حول مواضيعَ مألوفةٍ أو ذات اهتمامٍ شخصيٍّ. - يمكنه أن يصف التجاربَ والأحداثَ والأحلامَ والآمالَ والطموحاتِ، وأن يعطيَ بإيجازٍ أسباباً وتفسيراتٍ للآراء والخطط.             |
| B: متحدث مستقل | B2: مُميَّز أو عالٍ              | - يمكنه فهم الأفكار الرئيسة لنصوصٍ معقدةٍ حول مواضيعَ ملموسةٍ ومجردةٍ، بما في ذلك المناقشات الفنية في مجال تخصصهم. - يمكنه التفاعل بدرجةٍ من الطلاقة والعفوية تجعل التفاعلَ المنتظمَ مع المتحدثين الأصليين ممكناً تماماً ودونما عناءٍ لأيٍّ من الطرفين. - يمكنه إنتاج نصٍّ واضحٍ ومفصّلٍ حول مجموعةٍ واسعةٍ من الموضوعات، ويشرح وجهةِ نظرٍ حول قضيةٍ موضوعيةٍ مع تقديم المزايا والعيوب من مختلف الآراء.                                            |
| C: متحدث ماهِر  | C1: مُتقدم أو ذو كفاءةٍ فعّالة  | - يمكنه فهم مجموعةٍ واسعةٍ من الجمل الطويلة والمتطلبة، وأن يتعرّفَ على المعنى الضمني. - يمكنه التعبير عن الأفكار بطلاقةٍ وعفويةٍ دونما كثير بحثٍ واضحٍ عن التعابير. - يمكنه استخدام اللغة بمرونةٍ وفعاليةٍ لأغراضٍ اجتماعيةٍ وأكاديميةٍ ومهنيةٍ. - يمكنه إنتاج نصٍّ واضحٍ مفصّلٍ جيد المبنى عن مواضيعَ معقدةٍ مع إظهار الاستعمال المتحكَّم فيه للأنماط التنظيمية والروابط وأدوات الربظ.                                                           |
| C: متحدث ماهِر  | C2: مُتقِن أو كفء              | - يمكنه فهم أي شيءٍ يسمعه أو يقرؤه تقريباً بسهولةٍ. - يمكنه تلخيصُ المعلومات من مصادرَ مختلفةٍ منطوقةً ومكتوبةً، وإعادةُ بناء الحجج والروايات في عرضٍ متماسكٍ. - يمكنه التعبير عن نفسه بعفويّةٍ وطلاقةٍ ودقةٍ، والتمييز بين الدرجات الدقيقة للمعنى حتى في أكثر المواقف تعقيداً. |

## معادِلاتُ الاختباراتِ الشائعةِ لمستويات الإطار الأوروبي المرجعي الموحد للغات (CEFR)
وضعت مدارسُ لغاتٍ، وهيئاتُ الشهاداتِ تقييماتٍ معادلةٍ خاصةٍ مغايرةٍ للإطار. وُجدت تقديرات مختلفة على سبيل المثال:
- اختبار بيرسون اللغة الإنجليزية الأكاديمية (PTE Academic)
- آيلتس
- توفل.[7]

| اللغة (ISO 639-3) | الشهادة | A1                                         | A2                                     | B1                                                                 | B2                                                     | C1                                                        | C2                                                        |
| ----------------- | --- | ------------------------------------------ | -------------------------------------- | ------------------------------------------------------------------ | ------------------------------------------------------ | --------------------------------------------------------- | --------------------------------------------------------- |
| mul               | UNIcert |                                            |                                        | UNIcert I                                                          | UNIcert II                                             | UNIcert III                                               | UNIcert IV                                                |
| mul               | TELC | A1                                         | A2                                     | B1                                                                 | B2                                                     | C1                                                        | -                                                         |
| cym               | WJEC Defnyddio'r Gymraeg | Mynediad (دخول)                            | Sylfaen (تأسيس)                        | Canolradd (متوسط)                                                  | -                                                      | Uwch (متقدم)                                              | Hyfedredd (مختص)                                          |
| cat               | شهادة اللغة القطالونية |                                            | Bàsic-A2                               | Elemental-B1                                                       | Intermedi-B2                                           | Suficiència-C1                                            | Superior-C2                                               |
| cmn               | اختبار الكفاءة الصينية (HSK) (HSK) | HSK Level 1                                | HSK Level 2                            | HSK Level 3                                                        | HSK Level 4                                            | HSK Level 5                                               | HSK Level 6                                               |
| cmn               | إختبار اللغة الصينية كلغة أجنبية (TOCFL) (تايوان) | TOCFL Level 1                              | TOCFL Level 2                          | TOCFL Level 3                                                      | TOCFL Level 4                                          | TOCFL Level 5                                             |                                                           |
| cze               | امتحان شهادة اللغة التشيكية (CCE) | CCE-A1                                     | CCE-A2                                 | CCE-B1                                                             | CCE-B2                                                 | CCE-C1                                                    |                                                           |
| deu               | دبلوم اللغة الألمانية النمساوي (ÖSD) | ÖSD A1 Grundstufe Deutsch 1                | ÖSD A2 Grundstufe Deutsch 2            | ÖSD B1 Zertifikat Deutsch                                          | ÖSD B2 Mittelstufe Deutsch                             | ÖSD C1 Oberstufe Deutsch                                  | ÖSD C2 Wirtschaftssprache Deutsch                         |
| deu               | معهد جوته | Start Deutsch 1                            | Start Deutsch 2                        | Zertifikat Deutsch                                                 | Goethe-Zertifikat B2 ZDfB                              | Goethe-Zertifikat C1 - Zentrale Mittelstufenprüfung (neu) | Zentrale Oberstufenprüfung Kleines Deutsches Sprachdiplom |
| لغة يونانية       | Πιστοποίηση Ελληνομάθειας (شهادة التحصيل في اللغة اليونانية الحديثة) | Α1 (Στοιχειώδης Γνώση)                     | Α2 (Βασική Γνώση)                      | Β1 (Μέτρια Γνώση)                                                  | Β2 (Καλή Γνώση)                                        | Γ1 (Πολύ Καλή Γνώση)                                      | Γ2 (Άριστη Γνώση)                                         |
| لغة إنجليزية      | المدينة والنقابات | Preliminary                                | Access                                 | Achiever                                                           | Communicator                                           | Expert                                                    | Mastery                                                   |
| eng               | TrackTest | A1                                         | A2                                     | B1                                                                 | B2                                                     | C1                                                        | C2                                                        |
| eng               | NQF (المملكة المتحدة فقط) | Entry Level                                | Level 1                                | Level 2                                                            | Level 3                                                | Levels 4-6                                                | Level 7-8                                                 |
| eng               | امتحان كامبردج | KET (45-59)                                | PET (45-59) KET (Pass with Merit, Pass | FCE (45-59) PET (Pass with Merit, Pass KET (Pass with Distinction) | CAE (45-59) FCE grade B or C PET Pass with Distinction | CPE (45-59) CAE grade B or C FCE grade A                  | CPE grade A, B or C CAE grade A                           |
| eng               | آيلتس | 1.0 إلى 2.5                                | 3.0 إلى 3.5                            | 4.0 إلى 4.5-5.0                                                    | 5.5 إلى 6.0-6.5                                        | 6.5 إلى 7.5                                               | 7.5 إلى 9.0                                               |
| eng               | PTE Academic |                                            | 30                                     | 43                                                                 | 59                                                     | 76                                                        | 85                                                        |
| eng               | PTE General (سابقاً LTE) | Level A1                                   | Level 1                                | Level 2                                                            | Level 3                                                | Level 4                                                   | Level 5                                                   |
| eng               | امتحانات كلية الثالوث لندن المهارات المتكاملة في اللغة الإنجليزية (ISE) الإمتحانات المتدرجة في اللغة الإنجليزية المتحدثة (GESE) اللغة الإنجليزية المتحدثة لأجل العمل (SEW) | GESE 2                                     | ISE 0 GESE 3, 4                        | ISE I GESE 5, 6 SEW 1                                              | ISE II GESE 7, 8 ,9 SEW 2, 3                           | ISE III GESE 10, 11 SEW 4                                 | ISE IV GESE 12                                            |
| eng               | TOEIC | 60 - 105 (إنصات) 60 - 110 (قراءة)          | 110 - 270 (إنصات) 115 - 270 (قراءة)    | 275 - 395 (إنصات) 275 - 380 (قراءة)                                | 400 - 485 (إنصات) 385 - 495 (قراءة)                    | 490 - 495 (إنصات)                                         |                                                           |
| eng               | Versant | 26-35                                      | 36-46                                  | 47-57                                                              | 58-68                                                  | 69-78                                                     | 79-80                                                     |
| eng               | اختبار الإنجليزية كلغة أجنبية (IBT) | 9 إلى 29                                   |                                        |                                                                    | 57 إلى 86                                              | 87 إلى 109                                                | 110 + /110 إلى 120                                        |
| eng               | المؤهلات البريطانية العامة | Foundation Tier GCSE                       | Higher Tier GCSE                       | GCE AS level lower grade A-level                                   | GCE A-Level (يعرف باسم A2)                             |                                                           |                                                           |
| fin               | YKI | 1.taso                                     | 2.taso                                 | 3.taso                                                             | 4.taso                                                 | 5.taso                                                    | 6.taso                                                    |
| لغة فرنسية        | شهادات CIEP أليانس فرانسيز | TCF A1 دبلوم الدراسات في اللغة الفرنسية A1 | TCF A2 DELF A2 CEFP 1                  | TCF B1 DELF B1 CEFP 2                                              | TCF B2 DELF B2 دبلوم اللغة الفرنسية                    | TCF C1 DALF C1 DSLCF                                      | TCF C2 DALF C2 DHEF                                       |
| ita               | CELI | Impatto                                    | 1                                      | 2                                                                  | 3                                                      | 4                                                         | 5                                                         |
| ita               | CILS | A1                                         | A2                                     | Uno                                                                | Due                                                    | Tre                                                       | Quattro DIT C2                                            |
| por               | CAPLE |                                            | CIPLE                                  | DEPLE                                                              | DIPLE                                                  | DAPLE                                                     | DUPLE                                                     |
| spa               | DELE | A1                                         | A2                                     | B1 (سابقاً: Inicial)                                                | B2 (سابقاً: Intermedio)                                 | C1                                                        | C2 (سابقاً: Superior)                                      |
| swe               | TISUS | -                                          | -                                      | -                                                                  | -                                                      | TISUS                                                     | -                                                         |
| swe               | Swedex | -                                          | A2                                     | B1                                                                 | B2                                                     | -                                                         | -                                                         |
|                   | AMCAD EFL | A1                                         | A2                                     | B1                                                                 | B2                                                     | C1                                                        | C2                                                        |
|                   | مستوى ALTE | Breakthrough level                         | Level 1                                | Level 2                                                            | Level 3                                                | Level 4                                                   | Level 5                                                   |

## الهوامش
1. ↑  الكفاءة اللغوية -في علم اللغة- هي نظام المعرفة اللاواعية التي يمتلكها المرء عندما يعرف لغةً ما، وهي تختلف عن الأداء اللغوي الذي يشمل جميع العوامل الأخرى التي تُتيح للمرء استخدام لغته في الممارسة العملية.

في المناهج اللغوية -التي تتبنى هذا التمييز ما بين الكفاءة والأداء- تعد الكفاءة عادةً مسؤولةً عن حقيقة: "أنا أحب الآيس كريم" عبارة محتملة باللغة الإنجليزية، والاقتراح الخاص الذي تشير إليه، والتسلسل الخاص للصوائت التي تتكون منها. من ناحيةٍ أخرى يكون الأداء مسؤولاً عن المعالجة في الوقت الفعلي المطلوب لإنتاجها أو فهمها، والدور الخاص الذي تلعبه في الخطاب، والموجة الصوتية الخاصة التي قد يطلفها المرء أثناء نطقها.